# Willy Habl
Willy Paul Rudolf Habl (* 26. August 1888 in Egeln; † 18. Oktober 1964 in Hamburg) war ein deutscher Maler und Graphiker.

## Leben
Habl erhielt seinen ersten Mal- und Zeichenunterricht an der Kunstgewerbeschule Kassel. Von 1904 bis 1908 absolvierte er eine Lehre als Lithograf in Hamburg. Gleichzeitig studierte er bis 1909 an der Hamburger Kunstgewerbeschule (heute Hochschule für bildende Künste Hamburg) bei Friedrich Adler und Carl Otto Czeschka. Zwischen 1911 und 1914 unternahm er zahlreiche Studienreisen, so u. a. nach Oberitalien, Ungarn, Rumänien und auf den Balkan. Im Ersten Weltkrieg war er als Kriegsteilnehmer in Frankreich, wo er 1915 schwer verwundet wurde. In den 20er Jahren betätigte sich Habl als Mitglied in der Hamburgischen Künstlerschaft und dem Hamburger Kunstverein. Er war zudem Mitglied im Hamburger Künstlerverein von 1832 und im Altonaer Künstlerverein. Von 1925 bis 1931 lehrte er als Dozent an der Hamburger Kunstgewerbeschule (seit 1928 Landeskunstschule) und arbeitete fortan als freischaffender Künstler.

## Werk
Unter dem Einfluss seines Lehrers Czeschka und unter dem Eindruck der Werke von Ferdinand Hodler und Wilhelm Leibl entstanden in Habls Frühwerk zunächst Zeichnungen und Radierungen von Prozessionen und betenden Menschen im dekorativen Stil. Die Hamburgischen und Schleswig-Holsteinischen Landschaften, die er als freischaffender Maler schuf, sind maßgeblich durch den deutschen und französischen Impressionismus beeinflusst. So finden sich in seinen Werken der 20er Jahre vor allem Anklänge an Paul Cézanne und Pierre-Auguste Renoir, die sich in einem freien, lockeren Duktus äußern. An die Malerei des späten 19. Jahrhunderts angelehnt, galt Habl in seiner Zeit als ein der Peinture verpflichteter Maler. Die vielbeachteten Radierungen seines Exlibris-Zyklus (1918–1922) hingegen verweisen auf das graphische Werk seines Zeitgenossen Max Klinger.
In den 1920er und 1930er Jahren war Habl in zahlreichen Ausstellungen vertreten, so u. a. in der Galerie Commeter in Hamburg.
1942 nahm er an der Großen Deutsche Kunstausstellung in München mit zwei Ölgemälden teil. Das Bild Mitteldeutsche Landschaft erwarb der Nazi-Führer Martin Bormann, März in Holstein für das Luftgaukommando VII.
Nach dem Zweiten Weltkrieg geriet Habl weitgehend in Vergessenheit.

## Werke (Auswahl)
- Feldarbeiter (1912)
- Windiger Tag (1924, Kunsthalle Hamburg)
- Mädchenporträt (1924)
- Brandung (1935)
- Borsteler Moor (1940)